# Apucarana
Apucarana là một đô thị thuộc bang Paraná, Brasil. Đô thị này có diện tích 558,388 km², dân số năm 2007 là 120133 người, mật độ 210 người/km².